# Sula (biflod til Petjora)
 For alternative betydninger, se Sula. (Se også artikler, som begynder med Sula)
Sula (russisk: Сула, tr. Sula) er en flod i Nenetskij autonome okrug og Republikken Komi i Rusland. Den er en venstre biflod til Petjora, og er 353 km lang, med et afvandingsareal på 10.400 km².

## Forløb
Sula har udspring i højdedraget Kosminskijkammen på vestskråningen af den nordlige del af Timanhøjderne, på 190 moh. Den løber derefter omkring 20 km i sydlig retning, og drejer mod øst og skærer gennem den centrale del af Timanryggens i en kløftagtig dal. Floden beholder sin overvejende østlige retning, bugter sig langsomt gennem landskabet indtil, at den til sidst, kun 2 moh., udmunder i Petjoras venstre sidearm Sulskij Sjar, omtrent 70 km i luftlinje sydvest for Narjan-Mar. Nær mundingen er floden næsten 100 m bred og to meter dyb, og strømhastigheten er her 0,3 m/sek.
Sula løber over hele sin længde på områder i Nenetskij autonome okrug, og på de nederste 50 kilometer danner den grænse mod Republikken Komi.
De vigtigste bifloder er Bolsjaja Pula fra højre og Verkhnjaja Kamenka, Sjtsjutsja og Sojma fra venstre.
Sula er tilfrossen mellem oktober/november og maj/juni. Middelvandføringen ved Kotkino, 101 km opstrøms fra mundingen i Sulskij Sjar, er på 94 m³/s, med et minimum på 8,6 m³/sek i marts og et maximum på 366 m³/sek i juni.

## Infrastruktur
Vandvejens totale længde er 133 km, heraf 32 km i Sulskij Sjar ned til dennes munding i Petjoras hovedarm.
Landområdet, som Sula løber igennem, er meget tyndt befolket. Eneste bosættelse direkte ved floden er Kotkino med omkring 350 indbyggere.
De øvre dele af floden er blevet mål for kanoturisme ofte i kombination med floder, som løber mod vest fra Timanhøjderne til havet, for eksempel Volonga.